# Christlicher Gewerkschaftsbund
Christlicher Gewerkschaftsbund (skrót CGB; pol. Chrześcijańskie Zrzeszenie Związków Zawodowych) – niemiecka centrala związkowa z siedzibą w Berlinie; federacja 16 związków licząca ponad 300.000 członków. Tym samym jest trzecią co do wielkości federacją związków w Niemczech, po DGB i DBB.

## Związki zrzeszone w CGB
- Christliche Gewerkschaft Metall(inne języki) – Chrześcijański Związek Zawodowy Metal
- Gewerkschaft Öffentlicher Dienst und Dienstleistungen(inne języki) – Związek Zawodowy Służba Publiczna i Usługi
- Arbeitnehmerverband deutscher Milchkontroll- und Tierzuchtbediensteter(inne języki) – Zrzeszenie Pracownicze Zatrudnionych przy Kontroli Mleka i Hodowli Zwierząt
- Christliche Gewerkschaft Postservice und Telekommunikation(inne języki) – Chrześcijański Związek Zawodowy Usługi Pocztowe i Telekomunikacja
- Deutscher Handels- und Industrieangestellten-Verband(inne języki) – Niemieckie Zrzeszenie Pracowników Umysłowych Handlu i Przemysłu
- Verein katholischer deutscher Lehrerinnen(inne języki) – Stowarzyszenie Niemieckich Nauczycielek Katolickich
- Union Ganymed e. V. Bund der Hotel-, Restaurant- und Cafeangestellten – Union Ganymed stowarzyszenie zarejestrowane Związek Pracowników Hoteli, Restauracji i Kawiarń
- Christliche Gewerkschaft Bergbau, Chemie, Energie(inne języki) – Chrześcijański Związek Zawodowy Górnictwo, Chemia, Energia
- Christliche Gewerkschaft Deutscher Eisenbahner(inne języki) – Chrześcijański Związek Zawodowy Niemieckich Pracowników Kolei
- Kraftfahrergewerkschaft – Związek Zawodowy Kierowców
- Beschäftigtenverband Industrie, Gewerbe, Dienstleistung(inne języki) e. V. – Zrzeszenie Zatrudnionych Przemysł, Działalność Gospodarcza, Usługi stowarzyszenie zarejestrowane
- Gewerkschaft für Kunststoffgewerbe und Holzverarbeitung im CGB(inne języki) e. V. – Związek Zawodowy Branży Tworzyw Sztucznych i Obróbki Drewna w CGB stowarzyszenie zarejestrowane
- medsonet. Berufsverband für das Gesundheitswesen
- Gewerkschaft der Finanzverwaltung